# Сомон (джамоат)
Сомон, или джамоат Сомон (тадж. Ҷамоати деҳоти Сомон; до 2012 г. — джамоат Хонакох, тадж. Ҷамоати деҳоти Хонақоҳ) — сельская община в Гиссарском районе Таджикистана.
Джамоат (община) был образован в 1929 году под названием кишлачный совет Ханака. Население 28 029 человек и 3 011 домохозяйств. Расположен на обочине автодороги Душанбе-Турсунзаде, в 6 км от центра района (г. Гиссар), с центром в селе Шуроби-Афган. Джамоат на западе граничит с джамоатами Навобод и Дехконобод, на западе – с районом Рудаки, на севере — с джамоатами Алмоси и Дурбат. Площадь земель общины составляет 3642,36 га, из них 1564 га сельскохозяйственные угодья, 610,28 га приусадебные земли, 74,88 га вспомогательные. Площадь сельскохозяйственных угодий составляет 696,6 га, из них 464,3 га – орошаемые земли и 232,3 га – засушливые. На территории общины действуют сельскохозяйственные фермы «Ватан», «15-летия Независимости Республики Таджикистан», подсобное хозяйство АО «Корвон Аср» и 200 мелких фермерских хозяйств. Населённые пункты: сёла Гулрез (бывшая Верхняя Чептура), Хирманак, Дучинора, Истиклол, Гайратобод (бывший Лангар), Афгонобод (бывший Джугиабад), Кучабоги (бывший Навабад), Шуроби-Искандар, Нурафшон (бывший Нижний Шуроб), Чаманистон (бывший Гулистон), Обшорон (бывшая Воданасосная), Богистон (бывшая Тула), Мортеппа и Чашмасор (бывший Бешбулок). На территории общины 8 общеобразовательных школ, 4 начальные школы, 2 начальные школы, лицей «Хотам и ПВ», полимелитская школа-интернат, культурно-развлекательный центр, 2 библиотеки, 5 санаториев, 3 медицинских центра, сапожно-ремонтная фабрика, 10 мельниц, 4 кирпичных завода, 1 соборная мечеть, 28 пятикратных мечетей и более 40 магазинов (все на 2015 год).
Постановлением Маджлиси милли Маджлиси Оли Республики Таджикистан от 29 марта 2012 года № 306 название Хонакох было изменено на Сомон.
- население 34393 человека, в том числе 17000 мужчин и 17393 женщин (чел.)
- количество домохозяйств 4193
- таджики 32204 человека
- узбеки 1484 человека
- другие национальности 705 человек
- общая площадь населенного пункта 7098 (га)
- граждане до 18 лет (чел.) 11500 человек
- граждане старше 18 лет (чел.) 22893 человека
- количество учащихся 647 человек
- дети школьного возраста _____ (чел.)
- количество трудоспособных граждан 15477 (чел.)
- количество пенсионеров 2208 человек
- количество инвалидов 416 человек - группы 1,2,3 группа 1- 39 человек, группа 2- 171 человек, группа 3- 78 человек, до 18 лет- 128 человек.
- не имеющие кормильцев (сироты) - 120 чел. - всего сирот - 8 чел.
- количество малообеспеченных семей - 349 чел.
- количество трудовых мигрантов - 3860 чел.
- количество экологических мигрантов - 4 чел.

### Данные по сельскохозяйственному сектору
- Пахотные земли - 1790,3 (га), в том числе орошаемые -1100,6 (га), Ферма - 689,7 (га)
- Сад -788,6 (га) - в том числе орошаемые - 743,8 (га) - Ферма - 43,6 (га)

- Интенсивные сады - 9,5 (га) / суперинтенсивные - нет (га) Виноградники - 196,7 (га) - в том числе орошаемые -98,7 (га) - Ферма -98 (га)

- Пастбища -3102 (га)
- Личные подсобные земли -821,35 (га) - в том числе вода -352,71 (га) - Лалми -469 (га)
- Общественные фермы - 954 (га)
- Животноводческая ферма -1 ед.
- Рыбоводческие фермы - 0
- Количество пчелиных семей -239 сем.
- Количество теплиц -20 ед.
- Количество холодных хранилищ - 3 ед. (все на 2022 год)